# Catharsius machadoi
Catharsius machadoi är en skalbaggsart som beskrevs av Ferreira 1960. Catharsius machadoi ingår i släktet Catharsius och familjen bladhorningar. Inga underarter finns listade.